# Sonnenfinsternis vom 31. Mai 2003
Am 31. Mai 2003 ereignete sich eine ringförmige Sonnenfinsternis, die in Schottland, Island, Grönland und dem nördlichen Atlantischen Ozean zu sehen war. Die Zone der partiellen Sichtbarkeit erstreckte sich über Asien, Europa und Nordamerika.
Die Geometrie der Finsternis war ausgesprochen ungewöhnlich. Die Nordhalbkugel war der Sonne zugewandt. Die Achse des Kernschattenkegels lief knapp am Nordpol vorbei, so dass eine Grenze des Schattenpfads durch die Tag-Nacht-Grenze bestimmt wurde. Zudem bewegte sich der Bereich der ringförmigen Verfinsterung von Ost nach West über die Erdoberfläche, statt umgekehrt, wie das normalerweise der Fall ist.

## Verlauf
Die ringförmige Phase der Finsternis begann um 6:02 Uhr MESZ 130 km südlich der isländischen Küste und traf eine Minute später auf Land. Um 6:07 Uhr verließ die Finsternis Island wieder und erreichte um 6:08 Uhr 81,24 km westlich der isländischen Küste ihren Höhepunkt. Nach sechs Minuten Zug übers Meer war die Sonnenfinsternis um 6:14 Uhr beendet. Sie war am Anfang und am Ende 3.32,7 min lang zu sehen, der Höhepunkt dauerte 3:34,1 min.

## Sichtbarkeit in Nordwesteuropa

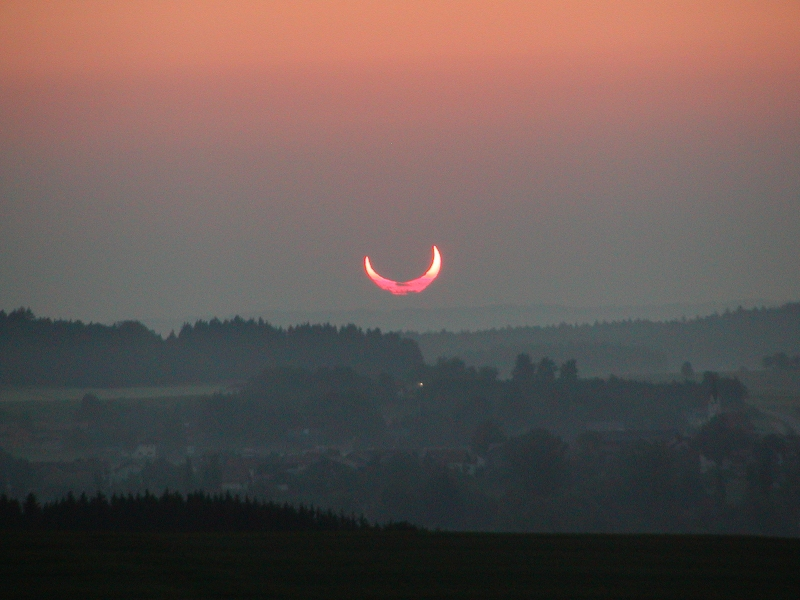
Die partielle Sonnenfinsternis von Südbayern

In Europa war die Finsternis nur in Island ringförmig, in ihrer partiellen Phase war sie in Großbritannien, den Beneluxstaaten, Frankreich und Deutschland zu sehen.
Hier ging die Sonne teilverfinstert als schmale Sichel auf. Die Sichel verbreiterte sich zusehends, und etwa eine Stunde nach Sonnenaufgang gab der Mond die Sonnenscheibe wieder vollständig frei. Die in Süddeutschland entstandene Aufnahme links zeigt die Sonnensichel um 5:21 Uhr MESZ, wenige Minuten nach dem Aufgang.
Die Finsternis war bis ins Elsass bei Belfort sehr deutlich zu sehen. Besonders stark drückte sich die Abdeckung der Sonne durch den Mond in Nordwestschottland aus.